# Bogusław Jeremicz
Bogusław Jeremicz (ur. 12 sierpnia 1962) – polski karateka stylu kyokushin, działacz sportowy.
Współzałożyciel i organizator Gdańskiego Klubu Kyokushin Karate. Wykształcenie wyższe pedagogiczne, fizjoterapeuta. Trenował przez wiele miesięcy w Japonii w Jonan Dojo pod okiem shihan Tsuyoshi Hiroshige "trenera mistrzów". W Jonan Dojo ćwiczyli Mistrzowie Świata Kyokushin: Kenji Midori, Kenji Yamaki, Nochirika Tsukamoto, Hajime Kazumi (czterokrotny Mistrz Japonii). Aktualnie założona przez niego Polska Federacja Kyokushin Karate zrzesza ponad 30 klubów i współpracuje z organizacją Kyokushin Kenbukai International założoną w 2017 roku przez shihan Tsuyoshi Hiroshige.
Bogusław Jeremicz jest pierwszym instruktorem karate kyokushin, który wprowadził w Polsce do treningu elementy chińskiego stylu wewnętrznego Yiquan, jap. Iken. Posiada stopień 6 dan, natomiast na 5 Dan zdał w lutym 2007 przed komisją w składzie kancho Hatsuo Rōyama 9 dan, fuku-kancho Tsuyoshi Hiroshige 8 dan oraz shihan Hiroto Okazaki 7 dan.
Obecnie Bogusław Jeremicz prowadzi czynną działalność w swoim klubie w Gdańsku, prowadzi obozy i seminaria karate na terenie całej Polski. Jest autorem książki "Karate Kyokushin" w której zawarł całą swoją wiedzę o Budo karate kyokushin.